# Tirolo
Tirolo (tiếng Đức: Tirol, hay Dorf Tirol; tiếng Latin Tyrolum; nhiều phương ngữ ở đây viết là Tirol) là một đô thị ở tỉnh ] Bolzano-Bozen trong vùng Trentino-Alto Adige/Südtirol của Ý, có vị trí cách khoảng 70 km về phía bắc của thành phố Trento và khoảng 25 km về phía tây bắc của thành phố Bolzano. Tại thời điểm ngày 31 tháng 12 năm 2004, đô thị này có dân số 2.361 người và diện tích là 25,6 km².
Đô thị Tirol có các frazione (đơn vị cấp dưới) St. Peter (San Pietro).
Tirol giáp các đô thị: Kuens (Caines), Algund (Lagundo), Merano (Meran), Moos in Passeier (Moso in Passiria), Partschins (Parcines), Riffian (Rifiano), và Schenna (Scena).

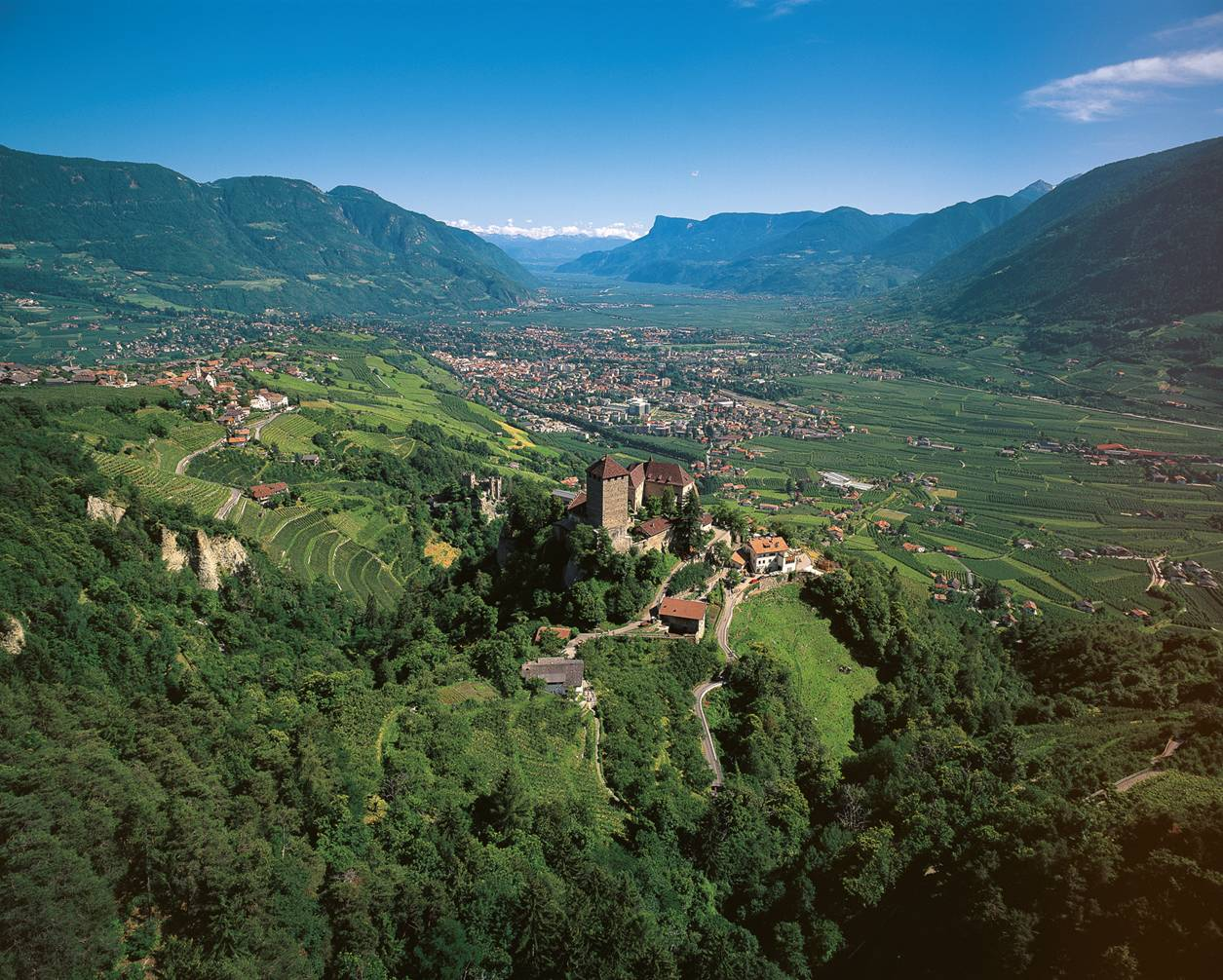
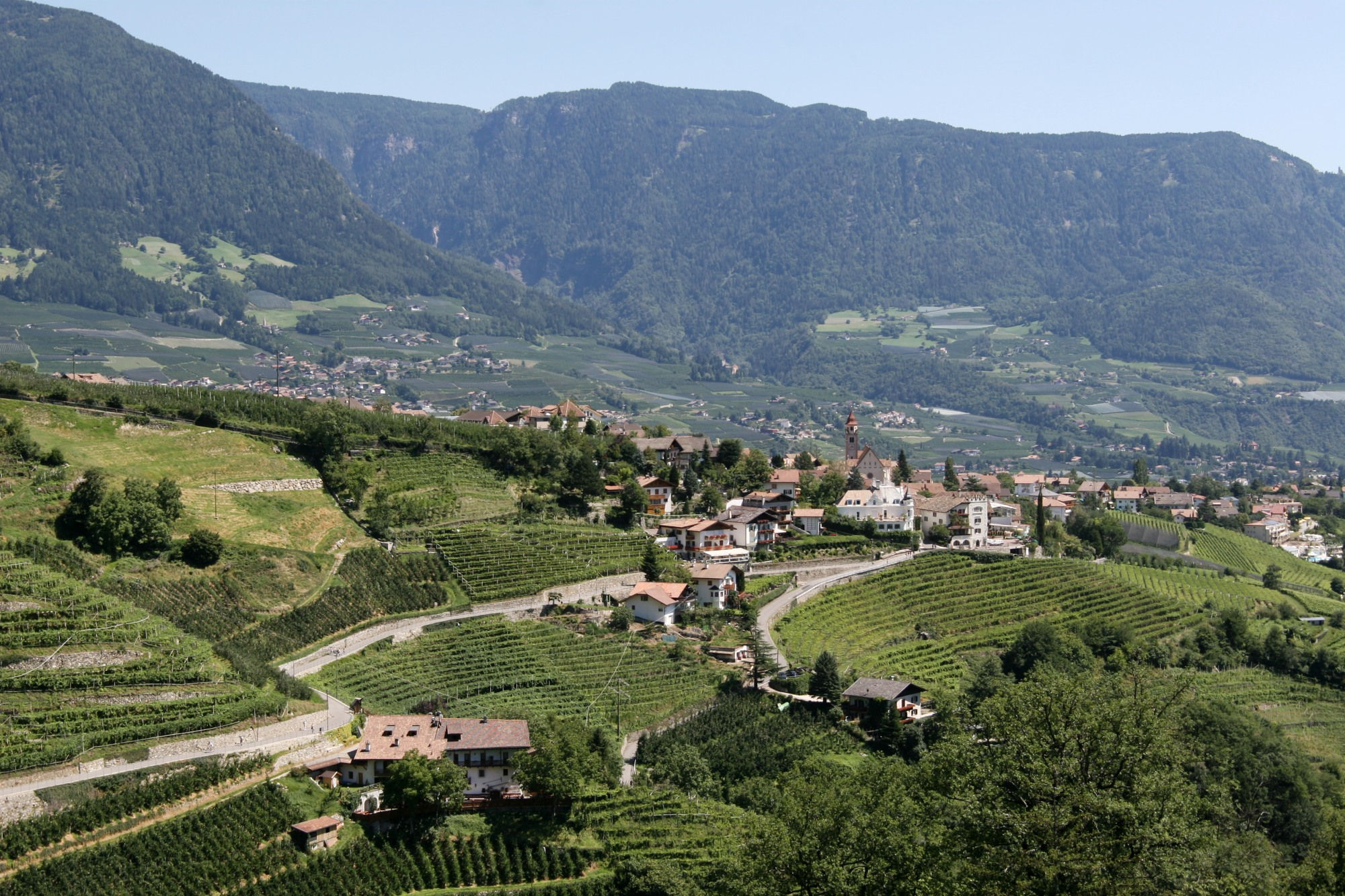
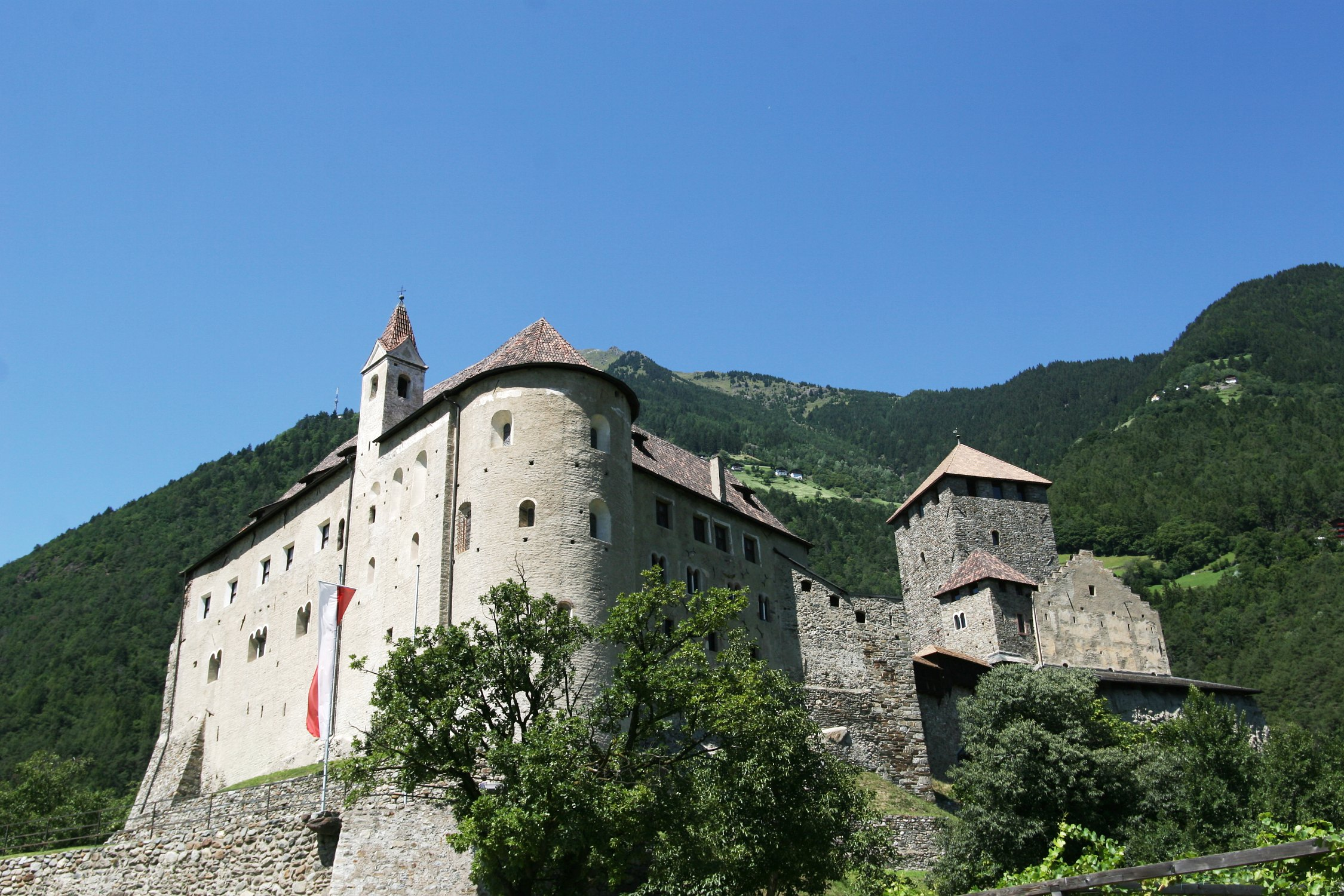
Lâu đài Tirol, đây là nơi ở gốc của Bá tước Tirol của Bá quốc Tirol và đã đặt tên cho cả vùng Tirol.
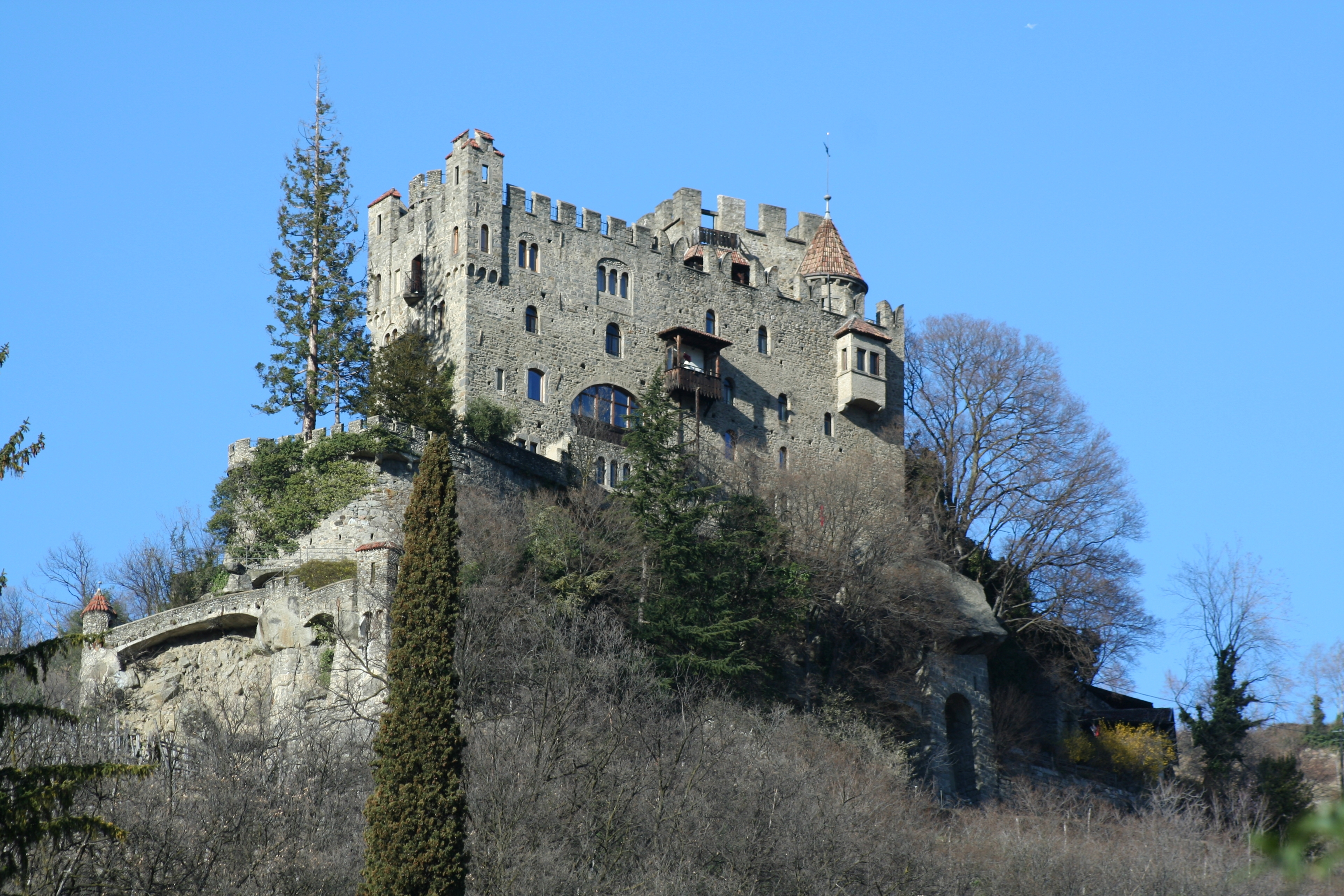
Thành Brunnenburg